# Невейго (округ)
Неве́йго (англ. Newaygo County) — округ в штате Мичиган, США. Официально образован в 1851 году. По состоянию на 2010 год, численность населения составляла 48 460 человек.

## География
По данным Бюро переписи США, общая площадь округа равняется 2 232,582 км2, из которых 2 105,672 км2 суша и 124,320 км2 или 5,600 % это водоёмы.

## Население
По данным переписи населения 2000 года в округе проживает 47 874 жителей в составе 17 599 домашних хозяйств и 12 935 семей. Плотность населения составляет 22,00 человека на км2. На территории округа насчитывается 23 202 жилых строений, при плотности застройки около 11,00-ти строений на км2. Расовый состав населения: белые — 94,80 %, афроамериканцы — 1,12 %, коренные американцы (индейцы) — 0,65 %, азиаты — 0,29 %, гавайцы — 0,03 %, представители других рас — 1,63 %, представители двух или более рас — 1,48 %. Испаноязычные составляли 3,85 % населения независимо от расы.
В составе 35,20 % из общего числа домашних хозяйств проживают дети в возрасте до 18 лет, 60,20 % домашних хозяйств представляют собой супружеские пары проживающие вместе, 9,00 % домашних хозяйств представляют собой одиноких женщин без супруга, 26,50 % домашних хозяйств не имеют отношения к семьям, 22,20 % домашних хозяйств состоят из одного человека, 9,00 % домашних хозяйств состоят из престарелых (65 лет и старше), проживающих в одиночестве. Средний размер домашнего хозяйства составляет 2,68 человека, и средний размер семьи 3,13 человека.
Возрастной состав округа: 29,10 % моложе 18 лет, 7,40 % от 18 до 24, 27,50 % от 25 до 44, 23,20 % от 45 до 64 и 23,20 % от 65 и старше. Средний возраст жителя округа 36 лет. На каждые 100 женщин приходится 99,60 мужчин. На каждые 100 женщин старше 18 лет приходится 97,20 мужчин.
Средний доход на домохозяйство в округе составлял 37 130 USD, на семью — 42 498 USD. Среднестатистический заработок мужчины был 35 549 USD против 22 738 USD для женщины. Доход на душу населения составлял 16 976 USD. Около 9,00 % семей и 11,60 % общего населения находились ниже черты бедности, в том числе — 14,60 % молодежи (тех, кому ещё не исполнилось 18 лет) и 8,50 % тех, кому было уже больше 65 лет.